# Actor secundario

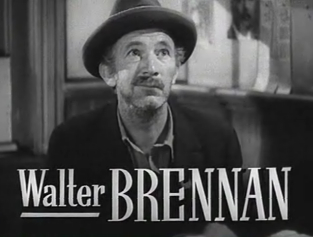
Captura de pantalla recortada de Walter Brennan del tráiler de la película Meet John Doe.

Un actor secundario, actor de reparto o personaje secundario es quien interpreta personajes en obras, películas o series de televisión, acompañando a los actores principales. El nombre suele usarse para describir actuaciones en particular. Un actor puede ser secundario en una producción y protagonista en otra.
La importancia de los personajes secundarios en la trama varía, desde pequeñas participaciones hasta actuaciones fundamentales para la trama, acompañando al personaje principal en papeles como su mejor amigo o  como antagonista de la historia. A menudo, pero no necesariamente, los actores secundarios son actores de carácter o de género. Para reconocer la importancia de este trabajo, la industria del cine, el teatro y la televisión entrega premios en categorías específicas al mejor actor de reparto y mejor actriz de reparto.